# 寺田光吉
寺田 光吉（てらだ みつよし）は、安土桃山時代の武将。豊臣氏の家臣。

## 略歴
播磨国の出身。はじめ豊臣秀長に仕え、九州征伐で戦功を挙げた。主家断絶後は豊臣秀吉の直臣となり、大和国内に15,000石を知行した。
慶長5年（1600年）の関ヶ原の戦いでは西軍に属して伏見城の戦いに参加するが、敗戦により没落した。その後の消息は不明。